# Filip Janković
Filip Janković, conocido como Janković, es un futbolista serbio. Nació en Belgrado, Serbia, el 17 de enero de 1995. Su último club fue el FK Laktaši de la Segunda Liga de la República Sprska.

## Biografía
El serbio se formó en la cantera del Estrella Roja de Belgrado, donde con tan sólo 16 años llegó a debutar en Europa League. También estuvo un tiempo en Italia en las filas del Parma y el Catania. 
Jankovic formó parte de la Selección de Serbia que se proclamó campeona del mundo sub-20 en 2015 tras ganarle la final a Brasil. Ha disputado varios partidos en el combinado sub-17 y sub-20 de su país. 
En la temporada 2016-17 la disputó en las filas del NK Radomlje, equipo de la Segunda División de Eslovenia.
En verano de 2017, se convierte en nuevo jugador del Extremadura UD con el que jugaría la primera vuelta de la competición. En enero de 2018, el jugador es cedido al Córdoba Club de Fútbol "B" por lo que restaba de campaña, donde no pudo evitar el descenso de categoría con el filial cordobesista.
En la temporada 2018-19, forma parte del conjunto extremeño en la Segunda División.

## Clubes
| Club                                | País                 | Temporada |
| ----------------------------------- | -------------------- | --------- |
| Estrella Roja de Belgrado           | Serbia               | 2011-2013 |
| Parma Calcio 1913                   | Italia               | 2011-2013 |
| Calcio Catania                      | Italia               | 2013-2014 |
| NK Domžale                          | Eslovenia            | 2016      |
| NK Radomlje                         | Eslovenia            | 2016-2017 |
| Extremadura Unión Deportiva         | España               | 2017-2018 |
| Córdoba Club de Fútbol "B" (cedido) | España               | 2018      |
| NK Triglav Kranj                    | Eslovenia            | 2019-2021 |
| ND Ilirija 1911                     | Eslovenia            | 2021-2022 |
| FK Podgorica                        | Montenegro           | 2022      |
| FK Laktaši                          | Bosnia y Herzegovina | 2023      |